# José Restrepo Jaramillo
José Restrepo Jaramillo (Jericó, 1896-Medellín, 22 de septiembre de 1945) fue un periodista, cuentista, novelista y diplomático colombiano. 

## Biografía
Vivió su infancia y se educó inicialmente en Jericó, un pueblo ubicado en el suroeste antioqueño, en la Cordillera Occidental de los Andes colombianos. Estudió en la escuela local de los Hermanos Cristianos y luego se trasladó a la capital departamental, Medellín, que en esos años (1910-1926) creció como epicentro de la industrialización y de la urbanización en Colombia. 
En Medellín trabajó en oficinas de abogados como asistente. Posteriormente, en 1924, se mudó a Bogotá, la capital del país, ubicada en la Cordillera Oriental de los Andes. En Bogotá entró en contacto con el grupo intelectual, político y artístico activo editorialmente en las páginas de la revista Los Nuevos. Entre sus amistades estaban los hermanos Otto y León de Greiff, Jorge Zalamea, Ricardo Rendón, Víctor Manuel García Herreros, Rafael Maya, Felipe y Alberto Lleras Camargo, Luis Vidales, entre otros. Entre 1924 y 1926 trabajó en el periódico El Espectador, bajo la dirección de Luis Cano. 
En una entrevista aparecida en la revista El Gráfico manifestó sobre su historia familiar:

Ningún abolengo puede mostrar quien nació en cualquier pueblo dormido sobre el dorso de la cordillera andina, hijo de maravillosos y sencillos padres trabajadores, cercado de ignorancia. Sólo recuerdo que en un viejo árbol genealógico de mi casa aparezco como quinto o sexto nieto de don José Félix Restrepo, hombre notorio en Antioquia y en Colombia. Pero, le aseguro a usted, poco me preocupa mi ascendencia. Y menos, muchísimo menos, mi descendencia. (El Gráfico, “Figuras intelectuales de hoy con José Restrepo Jaramillo”, nº. 802, 2 de octubre de 1926).

## La novela de los tres
En 1926 Restrepo publicó su primera novela: La novela de los tres. Esta novela cuenta la historia entrecruzada de un escritor, un héroe mediocre anónimo (Jorge) y un traidor(Octávio): la narración se concentra en el propio acto de escritura, además de los comentarios y alteraciones al texto. El lector activo requerido por el narrador de La novela de los tres debe romper con el esquema tradicional de novela realista o naturalista española, francesa, rusa o inglesa. 
Debido a la publicación de La Vorágine, novela definitiva de la historia del género en Colombia y el resto de América Latina, una novela de corte más experimental como La novela de los tres quedó relegada a un paulatino olvido. 
En años más recientes, algunos investigadores han tratado de proponer lecturas críticas de la obra, tratando de ubicarla y comprenderla. Jairo Morales Henao publicó en 1990 un ensayo dedicado a la obra completa del escritor antioqueño: “José Restrepo Jaramillo: un devenir estético contra la retórica”.   Por otro lado, Connie Miller Green dedicó uno de los capítulos de su tesis doctoral —“In the Vanguard: The Colombian Novel Between the Wars”— a la primera novela de Restrepo. La investigadora norteamericana también publicó un ensayo tiyulado “La novela de los tres: An Early Freudian Experiment”.

## La República liberal y muerte
Después del triunfo de Enrique Olaya Herrera en las elecciones presidenciales de 1930, Restrepo y otros intelectuales liberales de su grupo ocuparon diversos cargos públicos como funcionarios. Su vida adulta transcurrió en varios puestos públicos o burocráticos, incluyendo el consulado colombiano en Colón, Panamá. Murió en Medellín debido a una hemorragia estomacal.